# Митрофаньевский тупик
Митрофа́ньевский тупи́к — тупик в Адмиралтейском районе Санкт-Петербурга. Проходит от Митрофаньевского шоссе за Альбуминную улицу на юго-восток.

## История
Митрофаньевский тупик появился в 1957 году. Он был единственным официально существовавшим тупиком в Санкт-Петербурге до 2024 года (после появления Старо-Токсовского тупика в Калининском районе их стало два).
Название связано Митрофаньевским шоссе, а через него — с Митрофаниевским кладбищем, занимавшим почти всю территорию между Балтийской и не существующей ныне Варшавской железнодорожными линиями, Старообрядческой и Малой Митрофаньевской улицами и небольшой участок вдоль шоссе к северу от последней.